# Караларе-Кух
Караларе-Кух (перс. قرالر کوه) — село в Ірані, входить до складу дехестану Північний Барандузчай у Центральному бахші шахрестану Урмія провінції Західний Азербайджан.